# Anton von Arco auf Valley
Anton Padua Alfred Emil Hubert Georg von Arco auf Valley (5. února 1897, Sankt Martin im Innkreis, Rakousko-Uhersko – 29. června 1945, Salcburk), znám také jako Anton Arco-Valley, byl německý šlechtic z rodu Arců. Působil jako politický aktivista a v roce 1919 spáchal atentát na bavorského premiéra Kurta Eisnera.

## Životopis
Narodil se v Sankt Martin im Innkreis v Horním Rakousku. Jeho otec byl obchodník, zatímco jeho matka Emilie pocházela z bohaté židovské rodiny bankéřů von Oppenheim.
Na začátku první světové války nastoupil do armády, v posledním roce války byl demobilizován a studoval na Mnichovské univerzitě, kde začal propadat nacionalismu. Jako šlechtici, monarchistovi a antisemitovi, navzdory vlastnímu zčásti židovskému původu, se mu protivil Kurt Eisner, židovský vůdce bavorských socialistů a ministerský předseda Bavorska po svržení bavorské monarchie.
Dne 21. února 1919 střelil Kurta Eisnera do zad. Ten byl na místě mrtev. Tento čin spustil krvavé represálie komunistů a anarchistů. Při nastalém teroru byl zabit např. Gustav von Thurn-Taxis. Boj vyvrcholil ve vytvoření Bavorské republiky rad. Jeho čin okouzlil budoucího ministra propagandy Josepha Goebbelse, který tehdy v Mnichově pobýval.
V roce 1920 Anton Arco-Valley stanul před soudem a byl odsouzen k trestu smrti, avšak konzervativní soudce měl pro jeho zločin pochopení a rozsudek nakonec změnil na pět let vězení. Trest si odpykával ve vězení Landsberg, v roce 1924 musel věznici opustit, aby udělal místo Adolfu Hitlerovi, který zde šel pykat za pivní puč. Omilostněn byl roku 1927.
V německé politice již ale nesehrál žádnou další roli, ačkoli byl nacisty zprvu oslavován jako hrdina, pak však kvůli svému po matce židovskému původu pronásledován. V roce 1934 se oženil se svou vzdálenou sestřenicí Marií Gabriellou von Arco-Zinneberg.
V roce 1945 zemřel při dopravní nehodě, když se jeho auto střetlo s vozidlem americké armády.